# Gerson (Fußballspieler, 1997)
Gerson (* 20. Mai 1997 in Belford Roxo; eigentlich Gerson Santos da Silva) ist ein brasilianischer Fußballspieler. Der offensive Mittelfeldspieler steht bei Zenit St. Petersburg unter Vertrag.

## Karriere

### Brasilien
Gerson rückte im Oktober 2014 beim Fluminense FC in den Kader der ersten Mannschaft auf. Sein erstes Spiel in der Série A bestritt er am ersten Spieltag der Saison 2015, einem 1:0-Sieg gegen Joinville EC. Am 26. September 2015 erzielte er beim 2:0-Heimsieg gegen den Goiás EC sein erstes Pflichtspieltor.
Im Januar 2016 wechselte Gerson für rund 16 Millionen Euro zum italienischen Erstligisten AS Rom. Aufgrund der Nicht-EU-Regelung der Serie A erhielt er jedoch vorläufig keine Spielberechtigung und darf erst seit dem 1. Juli 2016 in Pflichtspielen eingesetzt werden. Deshalb wurde er bis Saisonende zurück zu Fluminense verliehen und gewann mit dem Verein Mitte April 2016 die Primeira Liga do Brasil. Nach seiner Rückkehr absolvierte Gerson am 23. August 2016 im Playoff-Rückspiel zur Champions League gegen den FC Porto sein erstes Pflichtspiel für die Römer. Zur Saison 2018/19 wurde Gerson an den Ligakonkurrenten AC Florenz verliehen. Nach der Saison ging Gerson im Juli 2019 in seine Heimat zurück. Er unterzeichnete beim CR Flamengo einen Kontrakt bis Ende 2023. Die Ablösesumme betrug 11,8 Millionen Euro (49,7 Millionen Real). Mit dem Klub gewann er am 23. November 2019 die Copa Libertadores. Einen Tag später fiel in der brasilianischen Meisterschaft 2019 die Vorentscheidung zu Gunsten von Flamengo und Gerson konnte auch diesen Titel feiern. Dieser konnte 2020 erfolgreich verteidigt werden.

### Olympique Marseille
Anfang Juli 2021 wurde der Wechsel von Gerson nach Frankreich zu Olympique Marseille bekannt gegeben. Die Ablösesumme betrug 20 Millionen Euro und enthielt eine Klausel über eine Beteiligung an Erlösen bei weiteren Transfers. Sein erstes Pflichtspiel für Olympique bestritt Gerson in der Ligue 1. Im Auswärtsspiel gegen den HSC Montpellier am ersten Spieltag der Saison 2021/22, am 8. August 2021, stand er in der Startelf und wurde in der 63. Minute für Darío Benedetto ausgewechselt. Am vierten Spieltag, dem 28. August 2021, erzielte Gerson gegen den AS Saint-Étienne sein erstes Tor für den Klub. Nach Vorlage von Valentin Rongier traf er in der 51. Minute zum 2:1.
Im Januar 2023 wechselte er zurück nach Rio de Janeiro an seine alte Wirkungsstätte.

### Zenit St. Petersburg
Nach zweieinhalb Jahren bei Flamengo folgte im Juli 2025 der Wechsel zu Zenit St. Petersburg nach Russland.

### Nationalmannschaft
Gerson debütierte am 14. August 2014 beim 0:0 im Freundschaftsspiel gegen Ecuador in der brasilianischen U20-Nationalmannschaft. Anfang 2015 spielte er mit der Mannschaft bei der U20-Südamerikameisterschaft in Uruguay. In der Finalrunde erreichte er mit dem Team den vierten Platz.
Im Juni 2021 wurde Gerson in den Kader der Olympiaauswahl für das Fußballturnier der Olympischen Sommerspiele 2021 berufen.
Im Zuge der Austragung von Spielen zur Fußball-Weltmeisterschaft 2022 Qualifikation im September 2021 kam Gerson zu seinem ersten Einsatz im A-Kader Brasiliens. Im Spiel gegen Chile am 2. September 2021 wurde er nach der Halbzeit für Bruno Guimarães eingewechselt.
Im Länderspiel gegen die Auswahl Uruguays am 19. November 2024 in Salvador, erzielte Gerson sein erstes Länderspieltor. In der Partie traf er in der 62. Minute zum 1:1-Endstand.

## Erfolge
Fluminense
- Primeira Liga do Brasil: 2016

Flamengo
- Copa Libertadores: 2019
- Brasilianischer Meister: 2019, 2020
- Supercopa do Brasil: 2020, 2021
- Taça Guanabara: 2020
- Recopa Sudamericana: 2020
- Staatsmeisterschaft von Rio de Janeiro: 2020, 2021
- Copa do Brasil: 2024
- Supercopa do Brasil: 2025

## Auszeichnungen
- Prêmio Craque do Brasileirão Auswahlmannschaft: 2019[12], 2020[13]
- Bola de Prata: 2019[14], 2020[15]